# Helena Maršálková
Helena Maršálková (* 2. ledna 1950 Praha) je česká folková a countryová zpěvačka. Od roku 1971 je spojována (spolu se svým tehdejším manželem Václavem Maršálkem) s trampskou a countryovou skupinou Pacifik, kde působí doposud. Po několik let se bez větších úspěchů také pokoušela o sólovou pěveckou dráhu. Zpívala ve skupině Tomáše Linky Kanafas, jeden čas byla i členkou Divadla Semafor, nazpívala několik duetů s různými předními interprety české populární hudby mj. s Jiřím Schelingerem.

## Diskografie
Diskografie není úplná
- 1978 Básník Nesmělý/Karlínský Nábřeží – Supraphon, SP[1]
- 1978 Sloní Bugy/Krev Neklidná – Supraphon, SP
- 1997 Ranec plnej písní – František Nedvěd, Helena Maršálková, Pacifik – Venkow, MC, CD